# 邱启明 (主持人)
邱启明（1971年1月13日—），男，江苏宿迁人，中国电视节目主持人。早年在南京电视台工作，曾在中国中央电视台工作，被誉为“当家小生”、“金牌司仪”、“南京十大名嘴”、“央视最帅新闻主播”，后在湖南卫视主持交友节目《我们约会吧》，此后在香港亚洲联合卫视担任副台长及新闻主播，现为搜狐新闻财经中心制片人及总监。

## 生平
1971年，邱启明出生于出生于江苏省宿迁市。早年邱启明在南京电视台担任主持人，被誉为“南京十大名嘴”。
2005年，邱启明受邀到上海东方卫视担任主持人。
2009年8月10日，邱启明担任中国中央电视台《24小时》栏目主持人。并于同年通过优秀人才入境计划获得香港身份证。
2011年8月7日，邱启明和柴静搭档担任中国中央电视台《看见》栏目主持人。
2012年3月23日，邱启明在新浪微博上怒斥央视制片人是傀儡，随后在接受《南方人物周刊》媒体的采访时暗示离职已经成为定局，邱启明说：“体制不能硬碰硬，只能匍匐前进。”，“我永远不跟风，不做墙头草。我的精神领袖是陈少敏（1968年第八届十二中全会上，唯一一位不举手表决开除刘少奇党籍的人），独立思想、独立作为、爱土地、爱国家，在太多大是大非的问题上她坚信自己的信念。”
2012年6月，邱启明离开央视后，加盟湖南卫视，主持《我们约会吧》。2013年5月9日入职亚洲联合卫视担任副台长及新闻主播。2014年11月5日离开亚洲联合卫视，出任搜狐新闻财经中心制片人及总监。同年年底参加明星舞蹈真人秀《与星共舞》。

## 家庭
邱启明的妻子名叫李菡，2004年，两人在南京电视台工作时互相认识。2004年3月13日，在《20世纪经典演唱会》节目上，邱启明向观众介绍了李菡的简历，介绍词中说“将有一个酷似王小丫，但比王小丫更有气质，更骨感的女主持（李菡）”，两人在主持节目时，邱启明大声呼喊“小李菡，小李菡”，两人关系由此拉近和升温。2005年，两人受邀去上海东方卫视工作，在上海后，两人关系进展迅速。2007年12月8日，两人走入婚姻的殿堂。2009年，李菡生下一个男孩叫“邱乘木”。

## 风格
邱启明为人正直善良，主持风格犀利而外表俊朗，因而被誉为“央视最帅新闻主播”。

## 主持节目
- 《体育大观》[3]
- 《直播60分》[3]
- 《镜像人生》[3]
- 《社会大广角》[3]
- 《24小时》[3]
- 《看见》[3]
- 《我们约会吧》
- 2014年《与星共舞中国版》

## 奖项
2004年，南京广电集团“双十佳”主持人

## 事件
2015年3月9日，邱启明因卷入高峰打人事件，被警方调查。后警方对邱启明采取取保候审措施。2015年8月27日，邱启明因犯寻衅滋事罪，被判处有期徒刑8个月，缓刑1年。

## 评价
央视男主持朱军对邱启明又赞又讽：“他不存在跳槽的情况，因为邱启明从来没有真正加入央视主持人的行列。我很欣赏邱启明，他是非常优秀的主持人，他有自己的想法，在个性张扬的时代应该有这样的主持人。”，同时拿自己和邱启明对比说，“这个平台是央视给我的。20年前，从西北闯到北京，我没有根基，因为央视全国人民都认识我了，要是今天拿跳槽去要挟东家的话，这非常不仗义。”